# Vicariance
 (juillet 2012).
Si vous disposez d'ouvrages ou d'articles de référence ou si vous connaissez des sites web de qualité traitant du thème abordé ici, merci de compléter l'article en donnant les références utiles à sa vérifiabilité et en les liant à la section « Notes et références ».
En écologie, la vicariance (du latin vicarius : « remplaçant ») est le remplacement de taxons par d'autres taxons apparentés selon des paramètres qui diffèrent : aires géographiques, facteurs écologiques, temps. Ce terme est le plus souvent utilisé lorsqu'il s'agit de taxons très apparentés, notamment des espèces d'un même genre (on parle alors d'« espèces vicariantes »), mais aussi pour des sous-espèces dans une espèce et parfois pour des genres. Le terme est aussi utilisé sous le même sens en phytosociologie pour qualifier des associations végétales.
La « vicariance géographique » (sens le plus couramment utilisé), concerne deux ou plusieurs taxons apparentés qui occupent une même niche écologique dans des aires de distribution géographiquement séparées. 
La « vicariance écologique » concerne, inversement, des taxons très apparentés qui occupent des niches écologiques différenciées dans une même aire géographique. Quant à la « vicariance chronologique », elle concerne des taxons qui se succèdent dans le temps dans une même niche écologique au fil de l'évolution.

## Causes
La vicariance géographique est le plus souvent le fruit de la spéciation allopatrique, causée par la séparation d’une population ancestrale en deux ou plusieurs populations dérivées à la suite de la formation de barrières écologiques, c'est-à-dire un facteur qui interrompt le flux génétique entre ces populations et les isole en des aires géographiques séparées. Une telle barrière peut être constituée, par exemple, seulement par la distance géographique ou par l'apparition d'une mer, d'une chaine de montagne ou d'un autre habitat hostile au sein de l'aire initiale, qui se trouve ainsi fragmentée en aires plus petites, ou encore après dispersion vers des aires séparées. Elle a lieu lorsque les barrières qui séparent les populations persistent suffisamment longtemps. Dans ce cas, les taxons vicariants sont des taxons phylogénétiquement proches, mais vivant dans des aires géographiques différentes. Ces taxons conservent quasiment la même niche écologique si l'habitat reste semblable dans les différentes zones géographiques peuplées par ces taxons.
Dans certains cas cependant, des espèces considérées comme vicariantes géographiques peuvent résulter d'une convergence évolutive vers des niches écologiques semblables dans des zones géographiquement séparées, alors qu'elles ont connu auparavant une période d'évolution vers des niches écologiques différenciées.
La vicariance écologique peut éventuellement être, quant à elle, le fruit d'une spéciation sympatrique.

## Exemples de vicariance géographique
- Le castor d'Amérique et le castor d'Europe.
- Si l'on considère que les girafes d'Afrique constituent plusieurs espèces distinctes, alors celles-ci sont toutes vicariantes entre elles.
- Il y a de nombreux exemples chez les reptiles et les amphibiens dans le Paléarctique occidental, comme la couleuvre vipérine vis-à-vis de la couleuvre tesselée, les deux couleuvres du genre Malpolon ou les salamandres tachetées (Salamandra salamandra, Salamandra corsica, Salamandra longirostris, Salamandra algira, Salamandra infraimmaculata), etc.
- La perche européenne et la perchaude américaine.
- Les brochets en Eurasie : Esox lucius, Esox cisalpinus, Esox aquitanicus et Esox reichertii
- Les quatre espèces de cèdres du genre Cedrus.
- La ifs du genre Taxus à travers l'hémisphère Nord sont plus ou moins vicariants.
- Le genre Salmo du bassin de l'Atlantique et de la Méditerranée et le genre Oncorhynchus du bassin du Pacifique Nord peuvent être considérés comme vicariants à l'échelle du genre.

## Conservation des espèces
Si une barrière écologique disparait entre deux taxons vicariants géographiques, ou si l'on introduit des taxons vicariants géographiques dans un même habitat, ils entreront en compétition, car il occuperont la même niche écologique mais cette fois aussi dans une même aire géographique. Il y a alors de fortes chances pour que, à long terme, l'un d'eux supplante l'autre. La prise en compte des espèces vicariantes, parfois cryptiques, est donc d'une grande importance pour la conservation de la biodiversité.

## Vicariance et biogéographie historique
En biogéographie historique la vicariance a pris un sens différent, elle désigne la subdivision de l'aire de distribution d'un taxon en plusieurs aires séparées, suivie éventuellement de spéciations. Avec la dispersion, la vicariance représente l'une des explications causales à un patron de distribution biogéographique. 
Ce concept rappelle clairement les idées de distributions disjointes de  Léon Croizat, précurseur de la biogéographie historique. Celui-ci a étudié les aires de répartition de différentes espèces végétales et animales et découvert que la répartition géographique actuelle des organismes ne reflétait pas directement leurs affinités phylogénétiques. De plus, en reliant ces aires par des tracés (« tracks »), il obtenait un nombre relativement peu élevé de tracés assemblant de nombreux groupes d’organismes différents : des tracés généralisés.  Ces patterns ne correspondant pas à la géographie terrestre actuelle (traversant les océans notamment), Croizat en conclut que la configuration de la Terre avait certainement été différente dans le passé et que la Terre et la vie avaient évolué ensemble. Les idées de Croizat furent ensuite fortement soutenues par la diffusion de la théorie de la tectonique des plaques. En effet, les séparations et collisions de masses continentales représentent un mécanisme de spéciation vicariante en engendrant des barrières physiques.

### Ouvrages
- (en) Nelson G., Platnick N.I., 1981. Systematics and Biogeography, Cladistics and Vicariance. Columbia University Press, New York. « PDF »(Archive.org • Wikiwix • Archive.is • Google • Que faire ?)  (ISBN 0-231-04574-3)
- Janvier P. et al., Coord., 1991. Biosystema 7: Systématique & biogéographie historique, textes historiques et méthodologiques. Société française de systématique, Paris. « PDF »(Archive.org • Wikiwix • Archive.is • Google • Que faire ?)  (ISBN 2-906892-06-8)
- (en) Cecca F., 2002. Palaeobiogeography of marine fossil vertebrates - Concepts and methods. Taylor & Francis, London